# Iliá Musin
Iliá Aleksándrovich Musin (en ruso: Илья́ Алекса́ндрович Му́син; Kostromá, 6 de enero de 1904 [24 de diciembre de 1903, según el calendario juliano] – San Petersburgo, 6 de junio de 1999) fue un director de orquesta, así como prominente profesor y teórico de la dirección de orquesta ruso.

## Biografía
Musin estudió al principio con Nikolái Malkó y Aleksandr Gauk. Se convierte en asistente de Fritz Stiedry con la Orquesta Filarmónica de San Petersburgo en 1934. El gobierno soviético le envió más tarde a dirigir la Orquesta Estatal de Bielorrusia, pero luego cerceró su carrera como director porque él nunca quiso formar parte del Partido Comunista. Entonces decidió dedicarse a la enseñanza, creando una escuela de dirección que todavía es denominada como la "Escuela de dirección de Leningrado". Pasó el periodo de la Segunda Guerra Mundial entre 1941 y 1945 en Tashkent, Uzbekistán, un lugar al que muchos intelectuales rusos se trasladaron para pasar la guerra de forma segura. Allí continuó con sus labores de dirección y enseñanza. El 22 de junio de 1942, coincidiendo con el aniversario de la invasión alemana, dirigió la segunda interpretación de la Sinfonía n.º 7 "Leningrado" de Shostakóvich.
En 1932 fue invitado a dar clases de dirección en el Conservatorio de San Petersburgo, conocido entonces como Conservatorio de Leningrado. Desarrolló un completo sistema teórico para facilitar a los estudiantes comunicarse con la orquesta por medio de las manos, requiriendo un mínimo de instrucciones verbales. Nadie había formulado de forma tan detallada y clara un sistema de gestos de dirección. Aparentemente, su propia experiencia durante su formación como director le llevó a estudiar los aspectos más intrincados de la técnica manual. Cuando intentó ser admitido en las clases de dirección de Malkó en el Conservatorio de Leningrado en 1926, fue rechazado debido a su escasa técnica manual. Rogó a Malkó que lo admitiera de forma provisional y finalmente se convirtió en una autoridad en la técnica manual, llegando a describir su sistema en su libro La técnica de la dirección, que fue publicado en 1967, pero que ha sido siempre una rareza, incluso en Rusia. Solo está disponible en ruso y búlgaro. Musin describe los principios generales de su método con estas palabras: "Un director debe hacer la música visible para sus músicos con las manos. Hay siempre dos componentes de la dirección, expresividad y precisión. Estos dos componentes están en oposición dialéctica uno respecto del otro; de hecho, uno cancela al otro. Un director debe encontrar la forma de manejar ambos al mismo tiempo."
A lo largo de una carrera en la enseñanza de más de sesenta años, entre sus más conocidos alumnos se encuentran: Rudolf Barshái, Semión Bychkov, Tugán Sójiev,Yalchin Adigozalov, Sabrie Bekírova, Oleg Caetani, Vasili Sinaiski, Konstantín Simeónov, Odysseas Dimitriadis, Vladislav Chernushenko, Víctor Fedótov, Leonid Shulman, Arnold Katz, Andréi Chistyakov, Sian Edwards, Martyn Brabbins, Kim Ji Hoon, Peter Jermihov, Alexander Walker, Yuri Temirkánov, Valeri Guérguiev, Teodor Currentzis, Ennio Nicotra, Ricardo Chiavetta, Leonid Korchmar y Oleg Proskurnya (quien fue asistente de Musin para el Taller Internacional de Dirección y fundó la Academia de Dirección Avanzada para continuar con la obra de Ilyá Musin).
Enseñó en la escuela de verano Accademia Musicale Chigiana en Siena, Italia. En 1994 imparte clases magistrales en la Royal Academy of Music de Londres.
Casado con Ana Aronova, tuvo un hijo Eduardo. Tras su muerte a la avanzada edad de 95 años, fue enterrado en el llamado Puente literario en el cementerio de Volkovo en San Petersburgo, donde se entierran a diversas personalidades de Rusia.

## Publicaciones
- Ilyá Musin, La técnica de dirección (Техника дирижирования), Muzyka Publishing House, Moscú, 1967

## Información adicional
- Ennio Nicotra, Introduction to the orchestral conducting Technique in accordance with the orchestral conducting school of Ilya Musin. Libro + DVD, con textos en inglés, italiano, alemán y español. Edizioni Curci Milán, Italia 2007